# Suryodaya
Suryodaya (Nepali सूर्योदय Suryodaya) ist eine Stadt (Munizipalität) im Osten Nepals im Distrikt Ilam. 
Die Stadt entstand 2014 durch Zusammenlegung der Village Development Committees Kanyam, Panchakanya und Phikal Bazar.
Die Stadtverwaltung liegt in Phikal Bazar. Suryodaya liegt an der Fernstraße Mechi Rajmarg, welche die westlich gelegene Distrikthauptstadt Ilam mit dem südlich gelegenen Distrikt Jhapa verbindet.
Das Stadtgebiet umfasst 85,8 km².

## Einwohner
Bei der Volkszählung 2011 hatten die VDCs, aus welchen die Stadt Suryodaya hervorging, 27.040 Einwohner (davon 13.291 männlich) in 6317 Haushalten.